# Bahnstrecke Treuchtlingen–Würzburg
| |                                                        |                                                      |                                           |
| Streckennummer (DB): | 5321                                                   |                                                      |                                           |
| Kursbuchstrecke (DB): | 920                                                    |                                                      |                                           |
| Kursbuchstrecke: | 415 (1946) 322 (Heidingsfeld West – Würzburg Hbf 1946) |                                                      |                                           |
| Streckenlänge: | 140,2 km                                               |                                                      |                                           |
| Spurweite: | 1435 mm (Normalspur)                                   |                                                      |                                           |
| Stromsystem: | 15 kV 16,7 Hz ~                                        |                                                      |                                           |
| Streckengeschwindigkeit: | 160 km/h                                               |                                                      |                                           |
| Zweigleisigkeit: | durchgehend                                            |                                                      |                                           |
| |                                                        |                                                      |                                           |
| \| \| \| von München \| \| \| \| \| von Donauwörth \| \| \| \| 0,000 \| Treuchtlingen \| 420 m \| \| \| \| nach Nürnberg Hbf \| \| \| \| 3,950 \| Wettelsheim \| Wettelsheim \| \| \| 8,030 \| Markt Berolzheim \| 415 m \| \| \| 11,340 \| Ehlheim \| Ehlheim \| \| \| 15,182 \| Windsfeld-Dittenheim \| 416 m \| \| \| 19,330 \| Aha (Bk) \| Aha (Bk) \| \| \| \| Bundesstraße 13 \| \| \| \| 23,072 \| Altmühl (156 m) \| Altmühl (156 m) \| \| \| \| von Nördlingen \| \| \| \| 23,684 \| Gunzenhausen \| 421 m \| \| \| \| nach Pleinfeld \| \| \| \| \| Bundesstraße 466 \| \| \| \| \| Bundesstraße 13 \| \| \| \| 29,630 \| Muhr am See (bis 1976 Altenmuhr) \| 422 m \| \| \| 35,577 \| Triesdorf \| 435 m \| \| \| \| Bundesstraße 13 \| \| \| \| 41,190 \| Winterschneidbach \| Winterschneidbach \| \| \| \| Bundesautobahn 6 \| \| \| \| 43,209 \| Ansbach Stadt (Awanst) \| Ansbach Stadt (Awanst) \| \| \| \| Anschluss Gewerbepark Brodswinden Süd \| \| \| \| 45,600 \| Steinbach (Bk) \| Steinbach (Bk) \| \| \| \| von Nürnberg Hbf \| \| \| \| 51,381 \| Ansbach \| 408 m \| \| \| \| nach Crailsheim \| \| \| \| \| Bundesstraße 13 \| \| \| \| 59,551 \| Lehrberg \| 411 m \| \| \| \| Fränkische Rezat \| \| \| \| 64,170 \| Rosenbach (Bay) \| 422 m \| \| \| 70,765 \| Oberdachstetten \| 438 m \| \| \| \| Bundesstraße 13 \| \| \| \| 75,280 \| Marktbergel (Bk) \| Marktbergel (Bk) \| \| \| \| \| \| \| \| 79,854 \| Burgbernheim-Wildbad (bis 1978 Burgbernheim Bahnhof) \| 392 m \| \| \| \| \| \| \| \| \| von Bad Windsheim \| \| \| \| \| Bundesstraße 470 \| \| \| \| \| von Dombühl \| \| \| \| 83,135 \| Steinach (b Rothenburg o d Tauber) \| 368 m \| \| \| 90,120 \| Ermetzhofen \| 380 m \| \| \| 90,404 \| Ermetzhofen (Awanst) \| 380 m \| \| \| \| Güterverladung Knauf \| \| \| \| \| Bundesstraße 13 \| \| \| \| 96,247 \| Uffenheim \| 340 m \| \| \| 102,600 \| Herrnberchtheim \| 309 m \| \| \| 106,310 \| Gnötzheim \| Gnötzheim \| \| \| 112,000 \| Obernbreit \| Obernbreit \| \| \| 113,493 \| Marktbreit \| 206 m \| \| \| \| Mainländebahn Marktbreit \| \| \| \| \| Bundesautobahn 7 \| \| \| \| \| Mainländebahn Ochsenfurt[1] \| \| \| \| 118,981 \| Ochsenfurt \| 192 m \| \| \| \| nach Weikersheim \| \| \| \| 123,384 \| Goßmannsdorf \| Goßmannsdorf \| \| \| 126,253 \| Winterhausen \| 189 m \| \| \| 128,610 \| Rottenbauer \| Rottenbauer \| \| \| \| Bundesautobahn 3 \| \| \| \| 132,550 \| Randersacker \| Randersacker \| \| \| 133,900 \| Würzburg-Heidingsfeld Ost \| Würzburg-Heidingsfeld Ost \| \| \| 134,000 133,997 \| Kilometersprung -3 m \| Kilometersprung -3 m \| \| \| \| von Stuttgart \| \| \| \| 134,207 \| Würzburg-Heidingsfeld West \| Würzburg-Heidingsfeld West \| \| \| 135,561 \| Main (192 m) \| Main (192 m) \| \| \| \| Bundesstraße 19 \| \| \| \| 137,777 \| Würzburg Süd \| Würzburg Süd \| \| \| \| von Rottendorf und von Fürth \| \| \| \| 139,100 \| Bundesstraße 8 \| 185 m \| \| \| 140,241 \| Würzburg Hbf \| 181 m \| \| \| \| \| \| \| \| \| nach Hannover (Schnellfahrstrecke) \| \| \| \| \| nach Veitshöchheim und nach Aschaffenburg \| \| \| \| \| \| \| \| Quellen: [2][3][4][5] \| \| \| \| |                                                        |                                                      |                                           |
| Strecke |                                                        | von München                                          | von München                               |
| Abzweig geradeaus und von links |                                                        | von Donauwörth                                       | von Donauwörth                            |
| Bahnhof | 0,000                                                  | Treuchtlingen                                        | 420 m                                     |
| Abzweig geradeaus und nach rechts |                                                        | nach Nürnberg Hbf                                    | nach Nürnberg Hbf                         |
| ehemaliger Haltepunkt / Haltestelle | 3,950                                                  | Wettelsheim                                          | Wettelsheim                               |
| ehemaliger Bahnhof | 8,030                                                  | Markt Berolzheim                                     | 415 m                                     |
| ehemaliger Haltepunkt / Haltestelle | 11,340                                                 | Ehlheim                                              | Ehlheim                                   |
| Dienststation / Betriebs- oder Güterbahnhof | 15,182                                                 | Windsfeld-Dittenheim                                 | 416 m                                     |
| ehemalige Blockstelle | 19,330                                                 | Aha (Bk)                                             | Aha (Bk)                                  |
| Brücke |                                                        | Bundesstraße 13                                      | Bundesstraße 13                           |
| Brücke über Wasserlauf | 23,072                                                 | Altmühl (156 m)                                      | Altmühl (156 m)                           |
| Abzweig geradeaus und von links |                                                        | von Nördlingen                                       | von Nördlingen                            |
| Bahnhof | 23,684                                                 | Gunzenhausen                                         | 421 m                                     |
| Abzweig geradeaus und nach rechts |                                                        | nach Pleinfeld                                       | nach Pleinfeld                            |
| Strecke mit Straßenbrücke |                                                        | Bundesstraße 466                                     | Bundesstraße 466                          |
| Strecke mit Straßenbrücke |                                                        | Bundesstraße 13                                      | Bundesstraße 13                           |
| Haltepunkt / Haltestelle | 29,630                                                 | Muhr am See (bis 1976 Altenmuhr)                     | 422 m                                     |
| Bahnhof | 35,577                                                 | Triesdorf                                            | 435 m                                     |
| Strecke mit Straßenbrücke |                                                        | Bundesstraße 13                                      | Bundesstraße 13                           |
| ehemaliger Haltepunkt / Haltestelle | 41,190                                                 | Winterschneidbach                                    | Winterschneidbach                         |
| Strecke mit Straßenbrücke |                                                        | Bundesautobahn 6                                     | Bundesautobahn 6                          |
| Blockstelle | 43,209                                                 | Ansbach Stadt (Awanst)                               | Ansbach Stadt (Awanst)                    |
| Abzweig geradeaus und nach links |                                                        | Anschluss Gewerbepark Brodswinden Süd                | Anschluss Gewerbepark Brodswinden Süd     |
| ehemalige Blockstelle | 45,600                                                 | Steinbach (Bk)                                       | Steinbach (Bk)                            |
| Abzweig geradeaus und von rechts |                                                        | von Nürnberg Hbf                                     | von Nürnberg Hbf                          |
| Bahnhof | 51,381                                                 | Ansbach                                              | 408 m                                     |
| Abzweig geradeaus und nach links |                                                        | nach Crailsheim                                      | nach Crailsheim                           |
| Strecke mit Straßenbrücke |                                                        | Bundesstraße 13                                      | Bundesstraße 13                           |
| Dienststation / Betriebs- oder Güterbahnhof | 59,551                                                 | Lehrberg                                             | 411 m                                     |
| Brücke über Wasserlauf |                                                        | Fränkische Rezat                                     | Fränkische Rezat                          |
| ehemaliger Bahnhof | 64,170                                                 | Rosenbach (Bay)                                      | 422 m                                     |
| Bahnhof | 70,765                                                 | Oberdachstetten                                      | 438 m                                     |
| Brücke |                                                        | Bundesstraße 13                                      | Bundesstraße 13                           |
| ehemalige Blockstelle | 75,280                                                 | Marktbergel (Bk)                                     | Marktbergel (Bk)                          |
| |                                                        |                                                      |                                           |
| Haltepunkt / Haltestelle | 79,854                                                 | Burgbernheim-Wildbad (bis 1978 Burgbernheim Bahnhof) | 392 m                                     |
| |                                                        |                                                      |                                           |
| Abzweig geradeaus und von rechts |                                                        | von Bad Windsheim                                    | von Bad Windsheim                         |
| Brücke |                                                        | Bundesstraße 470                                     | Bundesstraße 470                          |
| Abzweig geradeaus und von links |                                                        | von Dombühl                                          | von Dombühl                               |
| Bahnhof | 83,135                                                 | Steinach (b Rothenburg o d Tauber)                   | 368 m                                     |
| ehemaliger Bahnhof | 90,120                                                 | Ermetzhofen                                          | 380 m                                     |
| Blockstelle | 90,404                                                 | Ermetzhofen (Awanst)                                 | 380 m                                     |
| Abzweig geradeaus und nach rechts |                                                        | Güterverladung Knauf                                 | Güterverladung Knauf                      |
| Strecke mit Straßenbrücke |                                                        | Bundesstraße 13                                      | Bundesstraße 13                           |
| Bahnhof | 96,247                                                 | Uffenheim                                            | 340 m                                     |
| Dienststation / Betriebs- oder Güterbahnhof | 102,600                                                | Herrnberchtheim                                      | 309 m                                     |
| ehemaliger Bahnhof | 106,310                                                | Gnötzheim                                            | Gnötzheim                                 |
| ehemaliger Haltepunkt / Haltestelle | 112,000                                                | Obernbreit                                           | Obernbreit                                |
| Bahnhof | 113,493                                                | Marktbreit                                           | 206 m                                     |
| Abzweig geradeaus und nach rechts |                                                        | Mainländebahn Marktbreit                             | Mainländebahn Marktbreit                  |
| Strecke mit Straßenbrücke |                                                        | Bundesautobahn 7                                     | Bundesautobahn 7                          |
| Abzweig geradeaus und von rechts |                                                        | Mainländebahn Ochsenfurt                             | Mainländebahn Ochsenfurt                  |
| Bahnhof | 118,981                                                | Ochsenfurt                                           | 192 m                                     |
| Abzweig geradeaus und ehemals nach links |                                                        | nach Weikersheim                                     | nach Weikersheim                          |
| Haltepunkt / Haltestelle | 123,384                                                | Goßmannsdorf                                         | Goßmannsdorf                              |
| Bahnhof | 126,253                                                | Winterhausen                                         | 189 m                                     |
| ehemaliger Haltepunkt / Haltestelle | 128,610                                                | Rottenbauer                                          | Rottenbauer                               |
| Strecke mit Straßenbrücke |                                                        | Bundesautobahn 3                                     | Bundesautobahn 3                          |
| ehemaliger Haltepunkt / Haltestelle | 132,550                                                | Randersacker                                         | Randersacker                              |
| Bahnhof | 133,900                                                | Würzburg-Heidingsfeld Ost                            | Würzburg-Heidingsfeld Ost                 |
| Kilometer-Wechsel | 134,000 133,997                                        | Kilometersprung -3 m                                 | Kilometersprung -3 m                      |
| Abzweig geradeaus und von links |                                                        | von Stuttgart                                        | von Stuttgart                             |
| Dienststation / Betriebs- oder Güterbahnhof | 134,207                                                | Würzburg-Heidingsfeld West                           | Würzburg-Heidingsfeld West                |
| Brücke über Wasserlauf | 135,561                                                | Main (192 m)                                         | Main (192 m)                              |
| Strecke mit Straßenbrücke |                                                        | Bundesstraße 19                                      | Bundesstraße 19                           |
| Haltepunkt / Haltestelle | 137,777                                                | Würzburg Süd                                         | Würzburg Süd                              |
| Abzweig geradeaus und von rechts |                                                        | von Rottendorf und von Fürth                         | von Rottendorf und von Fürth              |
| Brücke | 139,100                                                | Bundesstraße 8                                       | 185 m                                     |
| Bahnhof | 140,241                                                | Würzburg Hbf                                         | 181 m                                     |
| Verschwenkung von links · Verschwenkung von rechts |                                                        |                                                      |                                           |
| Kreuzung geradeaus unten · Abzweig geradeaus und nach rechts |                                                        | nach Hannover (Schnellfahrstrecke)                   | nach Hannover (Schnellfahrstrecke)        |
| Strecke · Strecke |                                                        | nach Veitshöchheim und nach Aschaffenburg            | nach Veitshöchheim und nach Aschaffenburg |
| |                                                        |                                                      |                                           |
| Quellen: |                                                        |                                                      |                                           |

Die Bahnstrecke Treuchtlingen–Würzburg ist eine zweigleisige, elektrifizierte Hauptbahn in Bayern. Sie führt von Treuchtlingen im südlichen Mittelfranken über Gunzenhausen, Ansbach, Marktbreit und Ochsenfurt in die unterfränkische Bezirkshauptstadt Würzburg.

## Geschichte
Die Strecke bestand ursprünglich aus drei kürzeren Strecken:
1. Der am 1. Juli 1859 eröffneten Strecke von Ansbach nach Gunzenhausen,[6]
2. der am 1. Juli 1864 eröffneten Strecke von Würzburg nach Ansbach[7] und
3. der am 2. Oktober 1869 eröffneten Strecke von Gunzenhausen nach Treuchtlingen.[8]

Da die Stadt Ansbach zunächst keinen Anschluss an die Ludwig-Süd-Nord-Bahn hatte, ließ sie auf eigene Rechnung eine Verbindungsbahn als Pachtbahn nach Gunzenhausen bauen. Den Betrieb auf dieser dritten bayerischen Pachtbahn nach Neuenmarkt – Bayreuth (1853) und Pasing – Starnberg (1854) führte die Königlich Bayerische Eisenbahn durch.
Mit dem Bahnbaugesetz von 1861 wurde die gesamte Strecke Treuchtlingen – Würzburg fertiggestellt, wodurch Ansbach zum Durchgangsbahnhof wurde. Mit Erstellung der Strecke Ingolstadt–Treuchtlingen–Gunzenhausen erfolgte schließlich 1869 der Lückenschluss.
Vor 1883 wurde die Trasse zwischen dem Bahnhof Gunzenhausen und dem Dorf Laubenzedel um mehrere hundert Meter Richtung Osten, näher an die Strecke nach Pleinfeld, verschoben. Die Streckenlänge erhöhte sich dadurch um 0,78 Kilometer.
Die Strecke wurde durchgehend zweigleisig ausgebaut. Das zweite Gleis war dabei zwischen Ansbach und Steinach ab dem 1. Oktober 1894 und zwischen Steinach und Ochsenfurt ab dem 1. Mai 1895 in Betrieb. Auf der Strecke verkehrten auch Güterzuge mit Personenbeförderung.
Die Strecke ist seit dem 15. März 1965 elektrifiziert. 1978 wurde im Rahmen eines Pilotprojektes bei insgesamt 15 Halten die Bedienung im Personenverkehr eingestellt. Busse übernahmen die Funktion. 1993 endete an vielen Bahnhöfen zudem der Güterverkehr.
Am Abend des 18. Juli 2016 erfolgte im Abschnitt zwischen Ochsenfurt und Würzburg ein Anschlag in einem Regionalzug, bei dem ein 17-jähriger afghanischer Flüchtling Passagiere mit einer Axt und einer Stichwaffe attackierte und zum Teil schwer verletzte. Der Täter wurde bei seiner Flucht im Würzburger Stadtteil Heidingsfeld von Spezialeinsatzkräften erschossen. Am Tag nach der Tat beanspruchte die Terrororganisation Islamischer Staat über ihr Propaganda-Sprachrohr Amaq die Täterschaft für sich und veröffentlichte ein Video im Internet, in dem der Täter, der „Muhammad Riyad“ benannt wird, in paschtunischer Sprache mit einem Messer in der Hand drohte: „Ich bin ein Soldat des Islamischen Staates und beginne eine heilige Operation in Deutschland.“
Stellwerksseitig wurde von 2016 ab der Streckenteil nördlich von Ansbach ins ESTW Würzburg-Heidingsfeld integriert. Örtlich besetzte Betriebsstellen gibt es noch in Ansbach, Gunzenhausen und Treuchtlingen.
2018 erhielten die Bahnhöfe Oberdachstetten und Uffenheim in Vorbereitung auf die Umstellung auf elektronische Stellwerkstechnik neue Bahnsteige mit einer Bahnsteighöhe von 760 mm.
Im Bahnhof Würzburg-Heidingsfeld Ost wurde zum Beginn des Fahrplanjahres 2023 der Personenverkehr nach dessen Einstellung Ende der 1980er Jahre wieder aufgenommen. Dazu wurden ab August 2021 die Personenverkehrsanlagen errichtet.

### Unfälle
Ein schweres Zugunglück auf der Strecke ereignete sich am 30. April 1987 in Ansbach, als ein nach Würzburg fahrender Güterzug in die Flanke eines nach Stuttgart verkehrenden Schnellzugs fuhr. Insgesamt vier Wagen des Schnellzugs entgleisten und rutschten den Bahndamm hinunter, wobei sie mehrere Gebäude beschädigten. Ein Mensch starb, zahlreiche weitere wurden schwer verletzt. Die Bergung der Wagen war schwierig, da sie abzustürzen drohten.
Die Ursache des Unglückes war die Missachtung des Halt zeigenden Ausfahrsignals durch den Lokführer des Güterzuges, der fälschlicherweise das auf Fahrt stehende Ausfahrsignal des Schnellzugs auf seinen Zug bezog.

## Streckenbeschreibung
Die Strecke ist 140,2 Kilometer lang. Von einstmals 29 Unterwegsbahnhöfen und -haltepunkten werden heute im Personenverkehr noch 15 bedient.
In der Nähe des Bahnhofes Oberdachstetten befindet sich ein Unterwerk.
Die Bahnstrecke verlässt den Kreuzungsbahnhof Treuchtlingen in nordwestlicher Richtung und folgt der weiten Talniederung der Altmühl bis Gunzenhausen, wo sie in einem Rechtsbogen Parallellage zur Strecke Nördlingen–Pleinfeld der älteren Ludwig-Süd-Nord-Bahn erreicht und diese nach dem Bahnhof Gunzenhausen in einem Linksbogen wieder verlässt. Der Abschnitt bis Gunzenhausen wird dabei auch als Altmühlbahn bezeichnet. Die Strecke steigt dann in der Nähe des Altmühlsees wieder weiter sehr geradlinig die Anhöhen zum Tal der Fränkischen Rezat sanft hinan. Ab Winterschneidbach senkt die Strecke sich am Büchenbachgraben an die Südflanke des Rezattals. Zur Minimierung des Abstiegs und der damit einhergehenden Brennstoffersparnis wurde der Bahnhof Ansbach (408 m ü. NN) erhöht am Rande der Stadt (396 m ü. NN) in der Flanke des sogenannten Triesdorfer Berges errichtet. Aus dem gleichen Grund wechselt die später gebaute Bahnstrecke Nürnberg–Crailsheim auf Höhe des heutigen Stadtteils Eyb das Rezatufer.
Vom Bahnhof Ansbach aus führt die Strecke an der flachen Westflanke der Rezatniederung über Lehrberg Markt nach Oberdachstetten, wo die Bahntrasse nicht nur an der Rezatquelle vorbeiführt, sondern auch an die Geländekante der Windsheimer Bucht über Marktbergel Markt herantritt und an ihr bis Steinach bei Rothenburg abfällt. Über kleinere Bachsenken verläuft die Strecke nach Uffenheim, das östlich umfahren wird. Bei Herrnberchtheim quert sie Oberläufe der Iff, nutzt dann aber das Tal des Ickbachs, um an Gnötzheim vorbei an die Südflanke des Breitbachtals über Obernbreit an den südlichen Talflankenfuß des Maintals in Marktbreit zu gelangen. Diesem folgt die Trasse nun auf der linken Mainseite bis ins Stadtgebiet von Würzburg, wo bei Sanderau der Fluss überbrückt und der ehemalige Befestigungsring der Stadt bis zum Hauptbahnhof Würzburg umrundet wird.

### Mainländebahn Ochsenfurt

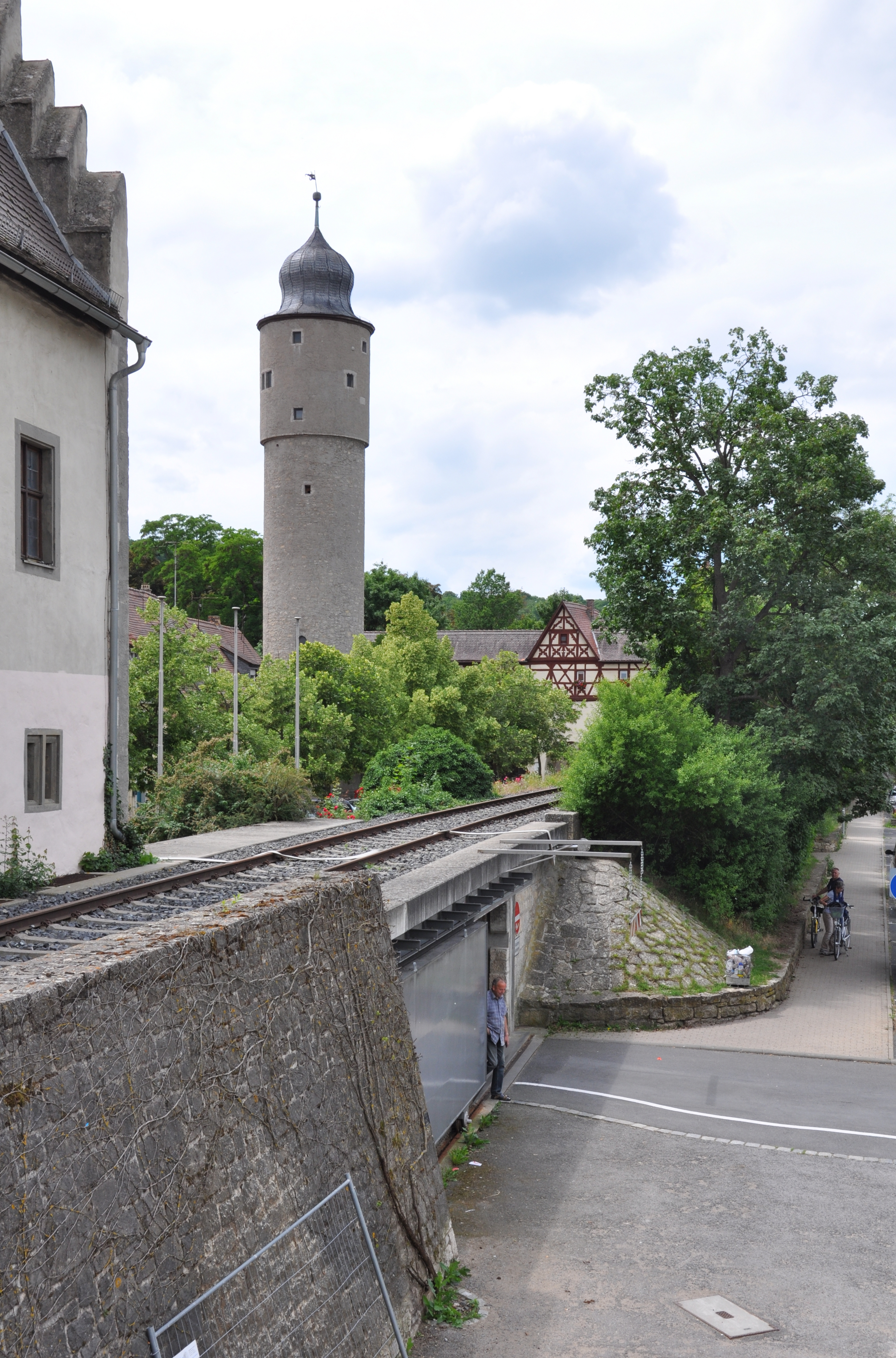
Mainländebahn Ochsenfurt

In einem Schreiben vom 10. August 1888 informierte der Ochsenfurter Bürgermeister Ferdinand Sertorius das Königliche Staatsministerium in München über eine Petition, dass am rechten Ufer des Mains unterhalb der Eisenbahnbrücke ein Floßhafen errichtet werden solle. Die Stadt begann im Sommer 1889 mit den Projektierungsarbeiten und wollte notfalls die Baukosten selbst tragen.
Am 24. April 1890 wurde beschlossen, einen Floßhafen in Würzburg abzulehnen und die Gleisverbindungen zum Main in Kitzingen, Ochsenfurt, Würzburg und Marktbreit zu genehmigen. Die Abgeordnetenkammer in München stellte 138 000 Mark zur Verfügung.
Der erste Bauabschnitt vom Bahnhof bis zum Main wurde bis Mitte Oktober 1890 abgeschlossen. Drei Ladestellen für Langholz, für Kies und für die Rangschifferei wurden eingerichtet. Im März 1891 fuhren die ersten Lokomotiven auf die Mainländebahn. Ein Jahr später erreichte sie mit 2900 Metern Länge ihre größte Ausdehnung. 1929 kamen bis zu 130 Wagenladungen Holz täglich aus dem Frankenwald am Hafen an.
Die US-Army beförderte im Besatzungsverkehr von 1951 bis 1954 10.397 Wagen mit 110.000 Tonnen Kriegsmaterial, um es auf die Schiffe zu verladen. Dazu waren zwischen der Eisenbahnbrücke und dem südlichen Streckenende von 1950 bis 1955 fünf Gleise mit einer Gesamtlänge von 8200 Metern verlegt.
Der Stadtrat beschloss 1975 mangels Auslastung einen ersten Rückbau. Am 15. Dezember 2002 stellte die Deutsche Bahn den Betrieb aus wirtschaftlichen Gründen endgültig ein.
Dennoch verblieb Güterverkehr auf der Strecke. Von Herbst 2004 bis Sommer 2008 fuhren Kesselwagenzüge mit Rapsöl ins Hafengelände, um bei einer dortigen Firma entleert zu werden.

### Mainländebahn Marktbreit

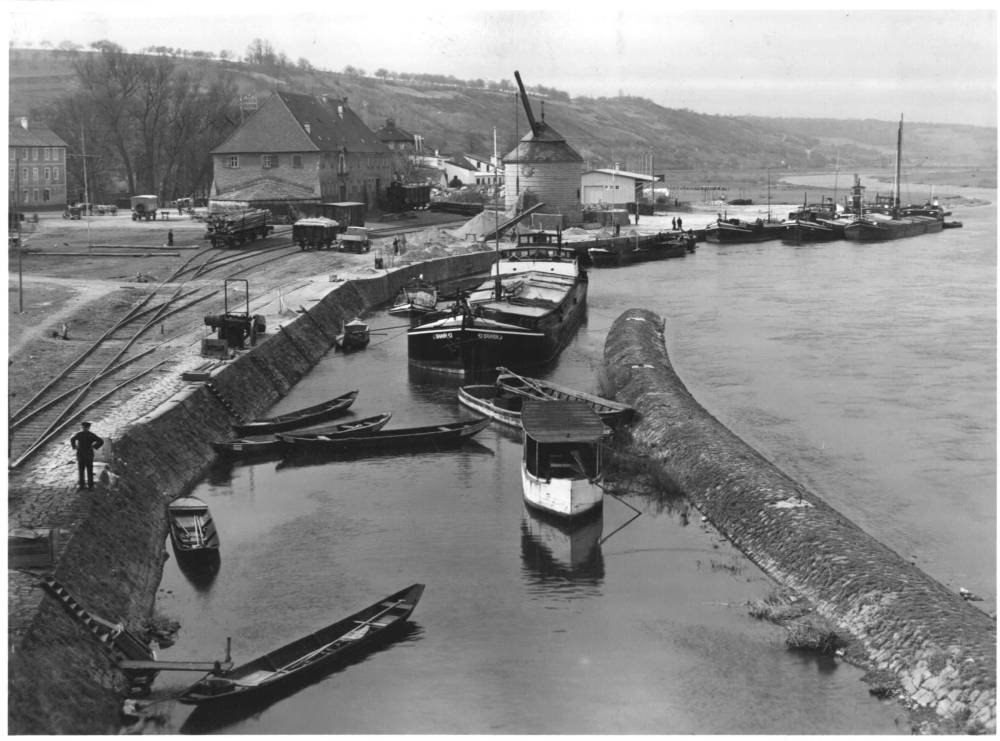
Hafen Marktbreit zwischen 1930 und 1940

Die Stadt Marktbreit betreibt als Eisenbahninfrastrukturunternehmen die Mainländebahn Marktbreit für das Gewerbegebiet „Spitzwasen“. Der Anschluss schließt in km 1,440 an das Zuführungsgleis zur Mainlände des Bahnhofs Marktbreit und damit an die Eisenbahninfrastruktur der DB AG in Richtung Ochsenfurt an. Er ist 1,11 km lang. Die gesamte Gleislänge mit Umfahrungsgleis beträgt 1,426 km. Das Industriegleis und die ansässigen Firmen werden von DB Cargo bedient. Das heute vorhandene Industriegleis ist der Rest einer größeren Hafenbahnanlage, die in Richtung Kitzingen bis zum Alten Kranen führte und schon vor vielen Jahren stillgelegt wurde.

## Verkehr und Fahrzeugeinsatz
Die Strecke hatte früher eine große Bedeutung im deutschen Nord-Süd-Fernverkehr. Da der 24 Kilometer längere Umweg über Nürnberg oftmals vermieden werden sollte, wurden die Züge zwischen Würzburg und Treuchtlingen mit einer Dampf- oder Diesellokomotive vor die ansonsten mit elektrischer Traktion gefahrenen Züge gespannt. Heute (2018) befahren einige Intercity-Express-Zugpaare aus Hamburg und Bremen nach München die Strecke, jedoch ohne Halt zwischen Würzburg und Augsburg. Hinzu kommen die Intercity-Zugpaare „Königssee“ und „Großglockner“ sowie einige Wochenend-Verstärker, welche in Treuchtlingen, Gunzenhausen, Ansbach und teilweise in Steinach halten.
Nachdem im Personennahverkehr Wendezüge im Einsatz waren, die von den Baureihen 111, 112 und 143 bespannt waren, wurde der Nahverkehr auf der Strecke wurde bis Dezember 2021 von DB Regio im Rahmen des E-Netzes Würzburg betrieben. Es verkehrten im Stundentakt Triebzüge der Baureihe 440 als Regionalbahn Treuchtlingen–Würzburg. Einzelne zusätzliche Züge verdichteten das Angebot werktags in den Hauptverkehrszeiten zwischen Marktbreit und Würzburg zu einem annähernden 30-Minuten-Takt, an Werktagen werden außerdem vier Zugpaare über Würzburg hinaus auf der Main-Spessart-Bahn bis Karlstadt (Main) durchgebunden. Im Fahrplanjahr 2022 kamen im Rahmen eines Übergangsvertrags Züge der Baureihe 425 zum Einsatz, die von DB Regio betrieben wurden.
Zum Fahrplanwechsel im Dezember 2022 übernahm Go-Ahead Bayern den Betrieb des Nahverkehrs für zwölf Jahre, nachdem das Unternehmen die Ausschreibung für das Los 1 der Augsburger Netze gewonnen hatte. Es werden dreiteilige Fahrzeuge vom Typs Siemens Mireo eingesetzt. Zusätzlich zu den bisherigen Nahverkehrsleistungen gibt es nun durchgehende RE-Leistungen nach München Hbf über Augsburg. Die Verstärkerleistungen zwischen Würzburg und Marktbreit werden weiterhin von DB Regio betrieben, hierfür werden Triebzüge der Baureihen 440 und 642 eingesetzt.
Große Bedeutung hat die Strecke im Güterverkehr. Weite Teile des Güterverkehrs von Würzburg Richtung München und Nürnberg laufen über die Strecke, deren Kapazität teilweise heute schon nicht mehr ausreicht. Zum Einsatz kommen alle Lokomotivtypen, zudem sind private EVU zahlreich vertreten.
Zum Fahrplanwechsel im Dezember 2010 wurde der Haltepunkt Burgbernheim-Wildbad reaktiviert.

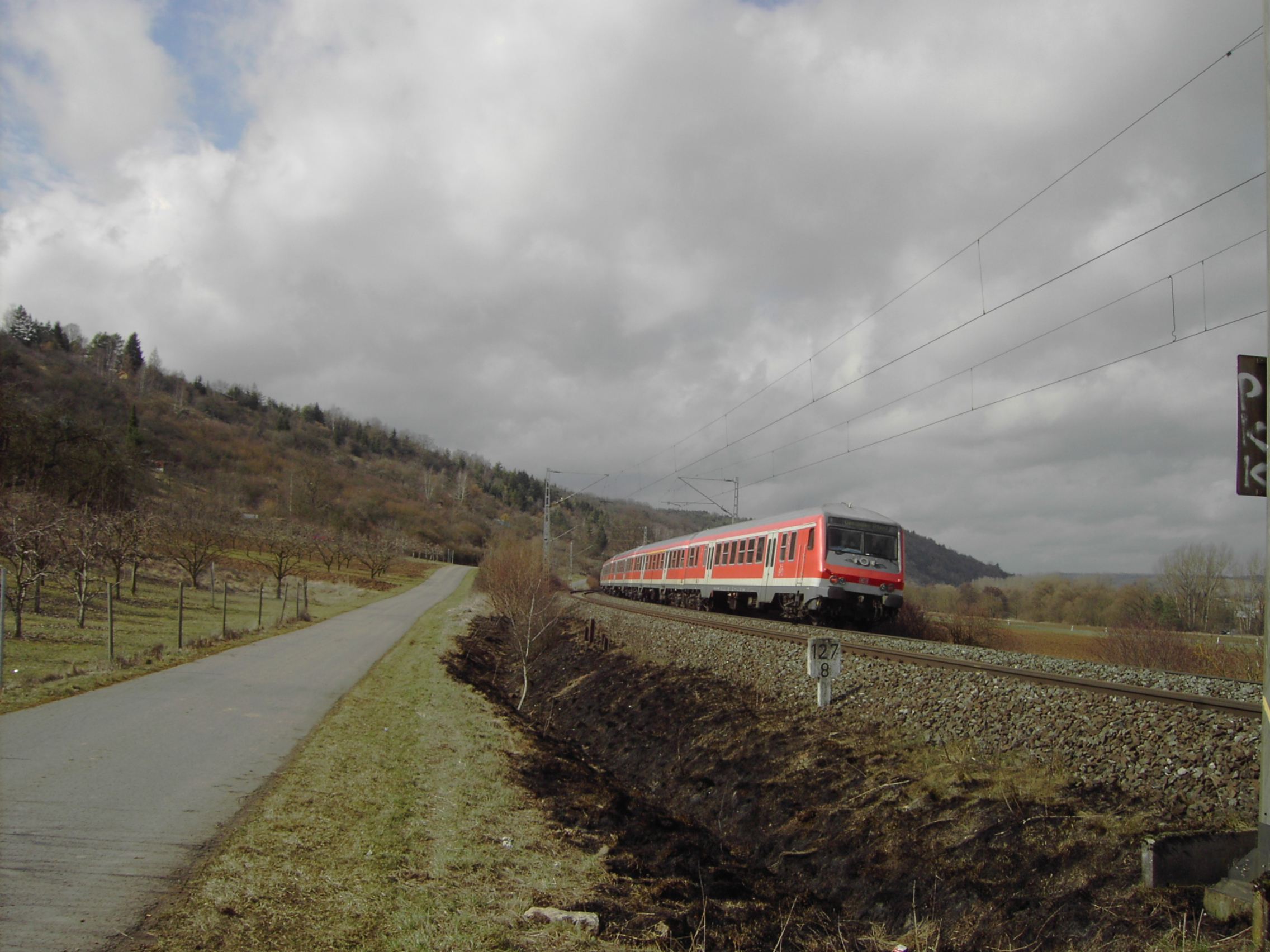
Ein Regionalbahnzug Treuchtlingen–Gemünden (Main) zwischen Winterhausen und Heidingsfeld
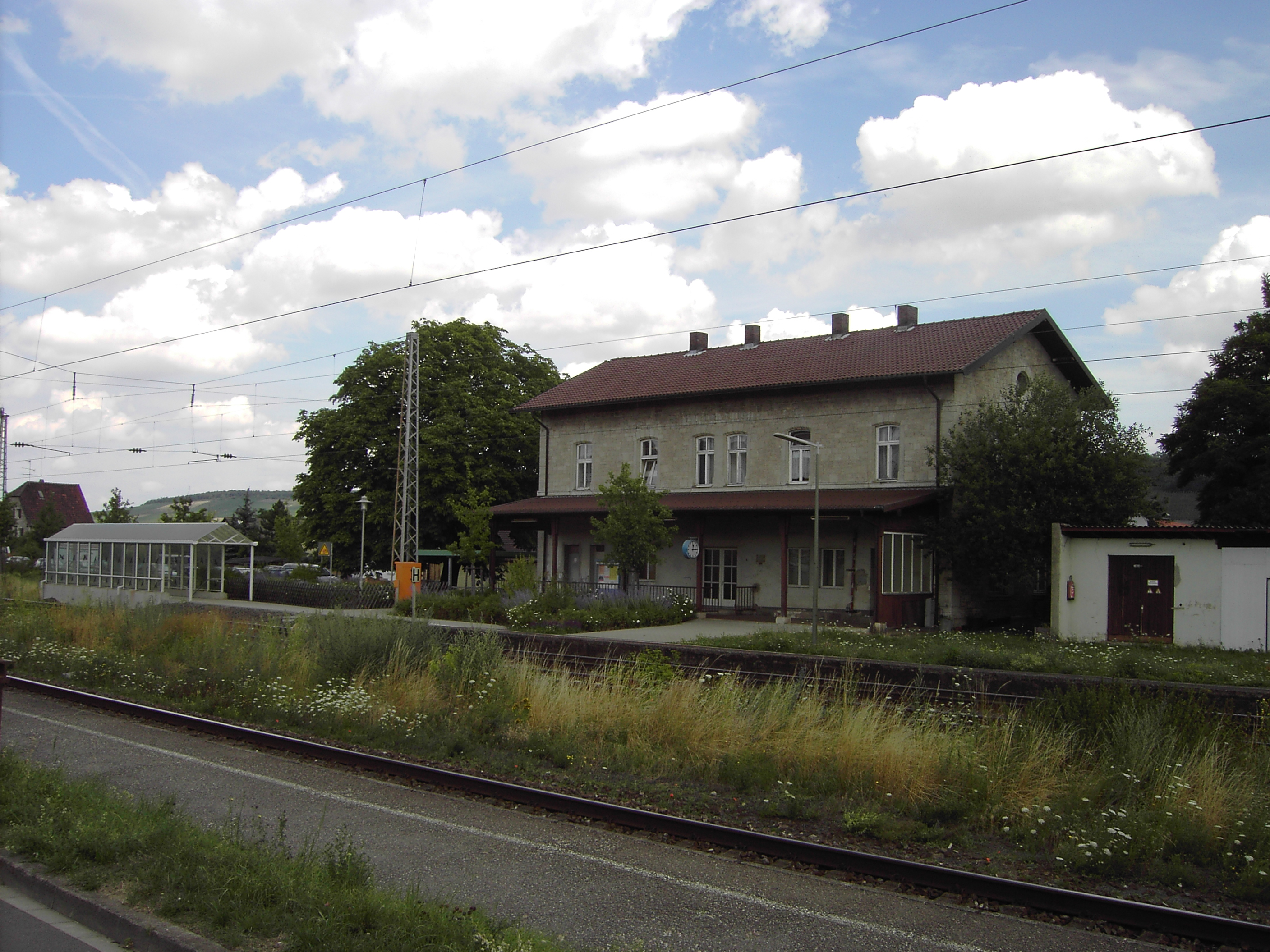
Bahnhof Winterhausen
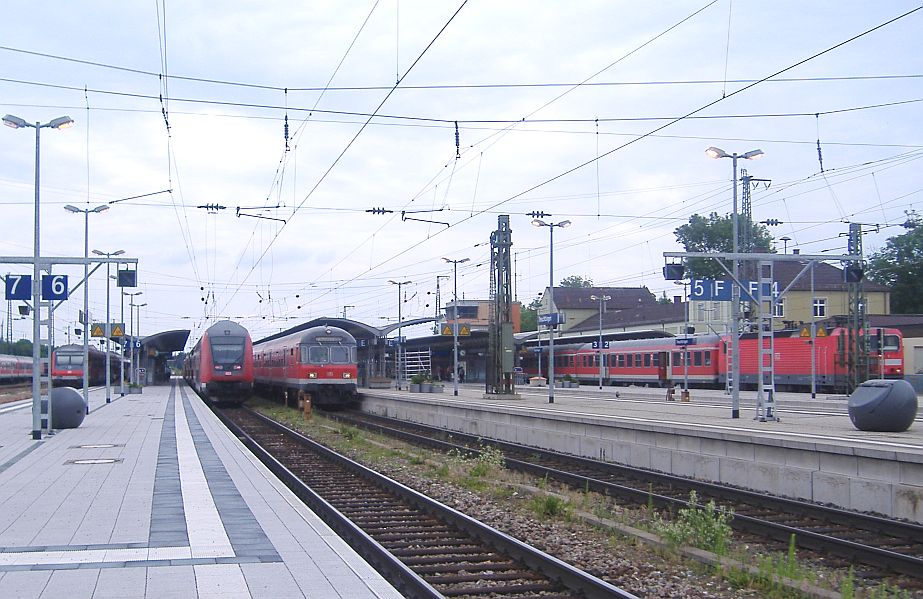
Der Treuchtlinger Bahnhof wurde technisch und optisch aufwendig saniert
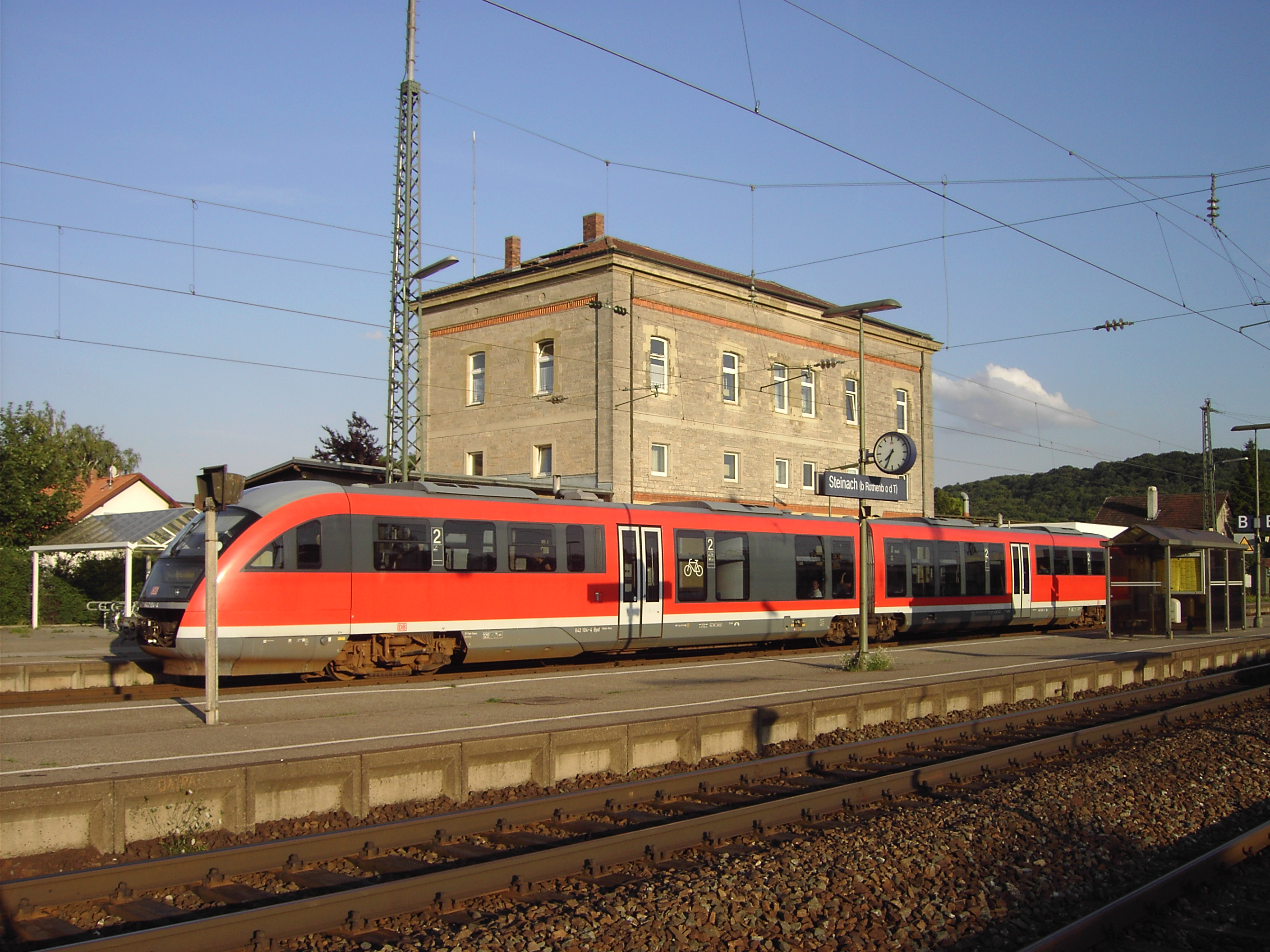
Bahnhof Steinach (b Rothenburg) mit Baureihe 642 nach Neustadt (Aisch)
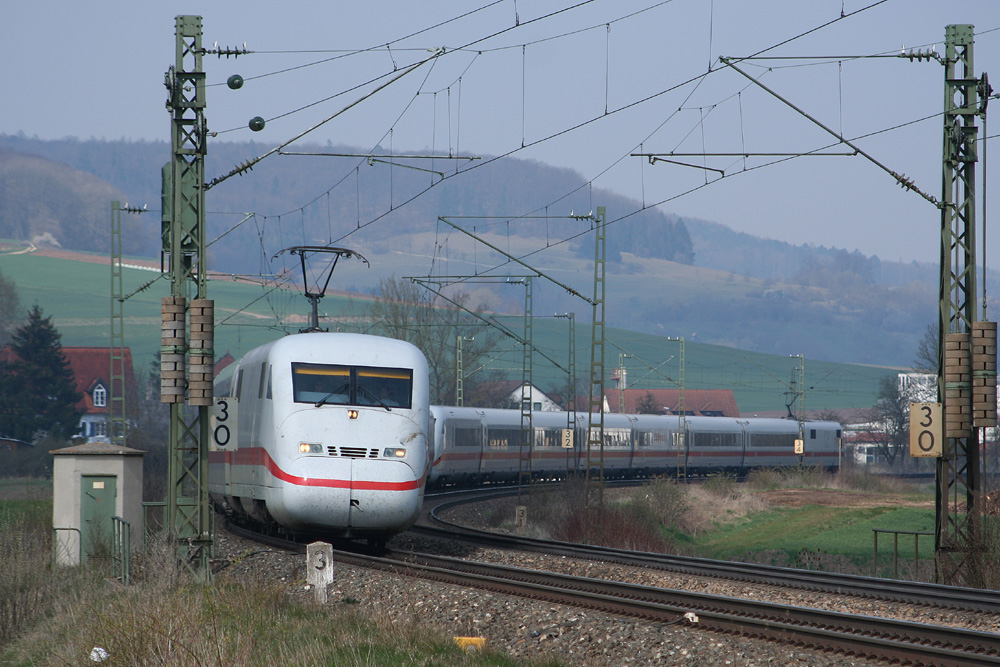
Ein ICE-2-Doppelzug zwischen Wettelsheim und Treuchtlingen

### Verkehrsverbünde
Der Nordabschnitt Würzburg–Marktbreit befindet sich im Tarifgebiet des Nahverkehr Mainfranken (NVM), von Marktbreit bis Treuchtlingen ist die Strecke komplett in den Verkehrsverbund Großraum Nürnberg (VGN) eingegliedert.